# Gondelvaart
Een gondelvaart is een optocht op het water, waarlangs toeschouwers staan. De deelnemende vaartuigen zijn doorgaans kunstig versierd of verlicht met lampjes rondom een thema; soms is de tocht centraal geregeld, vaak dragen verenigingen of bedrijven zorg voor één boot en zijn er prijzen te verdienen met de versiering van de boot. Ook is er na afloop vaak een gezellig feest met de prijsuitreiking, muziek en shows.
Veel gondelvaarten vinden plaats in het waterrijke westen en noorden van Nederland, maar ook elders worden ze georganiseerd. In tegenstelling tot wat de naam doet vermoeden zijn de deelnemende vaartuigen meestal geen gondels.

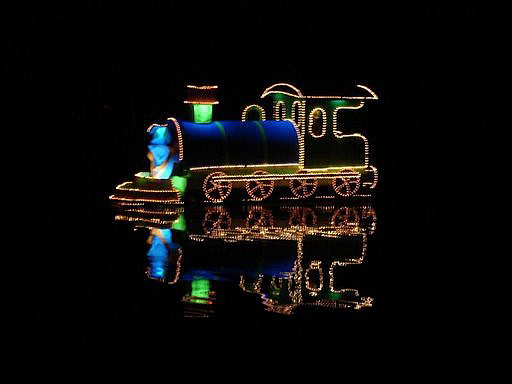
Gondelvaart in Bredevoort

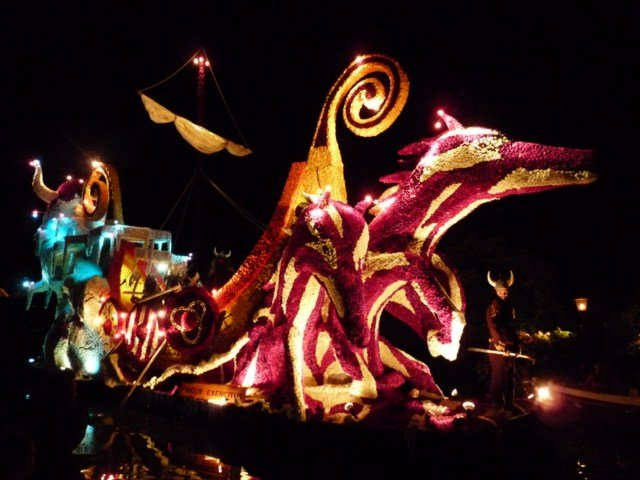
Gondelvaart Belt-Schutsloot 2009; Increase met Frigus Exercitus

## Plaatsen met gondelvaarten
- Appingedam - Jaarlijks onderdeel van de Damster Stadsfeesten, eerste vrijdag van september
- Aalsmeer - op de Westeinderplassen, eerste zaterdag van september
- Giessen-Oudekerk - Giessenburg - Hardinxveld-Giessendam (op de Giessen): in de even jaren, tweede zaterdag in september. In 2024 op 14 september.
- Bredevoort (op de oude stadsgracht (jaarlijks, het laatste weekend van augustus, eerste weekend van september))
- De Lier Tijdens de Bradelier half augustus, op de vrijdagavond.
- Giethoorn ( Laatste zaterdag van augustus (jaarlijks))
- Belt-Schutsloot Jaarlijks op de 2e vrijdag van augustus.
- Dwarsgracht (1e zaterdag van augustus (jaarlijks))
- Koedijk (bij Alkmaar): jaarlijks op de 3e zaterdag van augustus
- Oldeboorn Jaarlijks op de laatste vrijdag van augustus, op de rivier de Boorne
- Warnsveld tweejaarlijks laatste weekend van augustus op rivier de Berkel
- Nieuwkoop jaarlijkse feestdag op de tweede zaterdag in september, met een verlichte botenshow.
- Schiedam Tijdens de Brandersfeesten in het laatste weekend van september, op de zaderdagavond.